# Lilla ångestboken
Lilla ångestboken är en bok av Linda Skugge utgiven 2003 av Bonnier Carlsen Bokförlag.